# Gebeurtenis (relativiteit)
In de gewone betekenis is een gebeurtenis een opmerkelijk voorval, zoals een glas dat stukvalt, of een ontmoeting tussen twee personen. In het eenvoudigste geval, en bij benadering, vindt een gebeurtenis plaats op één plaats en één tijd. Dit is een idealisering, een echte gebeurtenis heeft altijd zowel in ruimte als in tijd, enige uitgestrektheid.
In de relativiteitstheorie zijn plaats en tijd relatieve begrippen. Een welgedefinieerde entiteit is echter een ruimtetijdpositie, een punt in de ruimtetijd, zelf ook wel gebeurtenis (Engels: event) genoemd.. De beweging van een klein object wordt beschreven door zijn wereldlijn, een kromme in de ruimtetijd. Een ontmoeting tussen twee objecten (bijvoorbeeld een ontmoeting van mensen of ruimteschepen, of een botsing van objecten) is een snijpunt van de twee wereldlijnen.
Bij twee gebeurtenissen is een belangrijk aspect of de ene de andere kan beïnvloeden. Twee gebeurtenissen kunnen tijdachtig gescheiden zijn, dat wil zeggen dat er een tijdachtige kromme (potentieel de wereldlijn van een object) van de ene naar de andere bestaat, of slechts door een lichtachtige kromme (potentieel de wereldlijn van een lichtpuls), of ruimteachtig gescheiden zijn. Alleen in het geval van een licht- of tijdachtige scheiding kan de ene gebeurtenis de andere beïnvloeden.
De vlakke ruimtetijd (minkowski-ruimte) is een vectorruimte. Een ruimtetijdpositie is een element daarvan, een positie-viervector. Ten opzichte van een gegeven inertiaalstelsel wordt een ruimtetijdpositie gegeven door ruimtecoördinaten en de tijd.
Een minkowski-diagram is een kaart van de ruimtetijd in het vereenvoudigde geval waarin ruimtelijk alles zich afspeelt op een lijn (dus eendimensionaal), zodat de ruimtetijd tweedimensionaal is. Hierin zijn de wereldlijnen van objecten dus vlakke krommen, en zijn de ontmoetingen dus te zien als de snijpunten, en zou men ook andere gebeurtenissen kunnen intekenen.  
Bij verandering van het inertiaalstelsel kan deze kaart hetzelfde blijven, alleen de coördinaten veranderen. De ruimteas en de tijdas draaien naar elkaar toe of van elkaar af (met voor beide een draaiing over dezelfde hoek), zodat een scheef assenstelsel ontstaat. Daarnaast is er de mogelijkheid van een minkowski-diagram waarin de assen van het nieuwe  inertiaalstelsel ook weer recht zijn, en de kaart wordt vervormd. Lijnen met een helling van 45° (stijgend of dalend) behouden die helling. Ten opzichte van assen in die standen betreft de vervorming uitrekking langs de ene as en indrukking langs de andere, met dezelfde factor, zodat oppervlakte behouden blijft. De keuze van het inertiaalstelsel, en daarmee de tijd- en bijbehorende ruimte-as of de vervorming, beïnvloeden uiteraard niet of twee gebeurtenissen tijdachtig, lichtachtig of ruimteachtig gescheiden zijn. Dit wordt bepaald door de vraag of de helling van de verbindingslijn groter dan, gelijk aan, of kleiner dan 45° is. De vervorming verandert wel de stand, maar niet de indeling in een van de drie categorieën.